# O Templo de Gnido
O Templo de Gnido  (título original em francês: Le Temple de Gnide) é um poema de sete cantos em prosa publicado sem nome do autor em 1725 por Montesquieu. O propósito do poema, diz o prefácio, é fazer “ver que somos felizes através dos sentimentos do coração e não através dos prazeres dos sentidos».[carece de fontes?]
O poema causou escândalo ao ser publicado em Paris no final de março de 1725.[carece de fontes?] Seu "Prefácio do Tradutor" traz a história fictícia da obra e informava tratar-se de um antigo manuscrito em grego, de autor não identificado, encontrado entre os pertences de um bispo grego. O "tradutor" anônimo informa que a partir desse manuscrito, trazido à França por um embaixador francês no Império Otomano, foi feita a tradução em francês.

## Resumo
A obra representa o amor pelos campos em oposição ao das cidades. Aristeu e sua pastora, Antíloco e sua amante, depois de terem saído do templo de Vênus em Gnido, na Ásia Menor, de terem atravessado o covil do Ciúme e de terem se acalmado no altar de Baco, chegam a objetivos diferentes. Entre o primeiro casal prevalece a inclinação da natureza; o romance dos outros termina com o triunfo da virtude e o desespero da paixão.